# Chi Mai
«Chi Mai» (итал. Кто бы ни..., произносится «ки май») — композиция итальянского композитора Эннио Морриконе, написанная в 1971 году. Использовалась как в фильмах «Магдалена», «Встреча» и «Профессионал», так и в сериалах «Замок англичанина» (1978) и «Жизнь и времена Дэвида Ллойда Джорджа» (1981). В связи с появлением в последнем композиция достигла второй позиции в UK Singles Chart в 1981 году. Также композиция звучала в фильме «Если ты меня любишь» производства Германии, продемонстрированном на внеконкурсном показе XVI Московского международного кинофестиваля.
Во Франции «Chi Mai» стала известна в 1980-х годах ещё и благодаря использованию в рекламе «Royal Canin», в связи с чем у французов она ассоциируется в первую очередь именно с рекламой. В 2002 году эта ассоциация была обыграна во французском фильме «Астерикс и Обеликс: Миссия „Клеопатра“», в сцене, где Идефикс гонится за легионером на всех четырёх в замедленном движении (как и в рекламе), со звучащей на фоне «Chi Mai». Композиция также была использована в российском комедийном научно-фантастическом фильме 1994 года «С ума сойти!».
Кроме инструментальной композиции, Эннио Морриконе совместно с французским поэтом-песенником Дидье Барбеливьеном и немецким аранжировщиком Карлом-Хайнцем Шафером написали песню на французском языке под названием «Mal de toi» (фр. Страдаю без тебя), которую в 1981 году исполнила Даниэль Ликари. Также сэмпл из инструментальной версии был использован в 1997 году в песне «Heartless» британской рэп-группы «Black Attack».
Композиция была использована как заключительная часть церемонии прощания с Жаном-Полем Бельмондо, сыгравшим главную роль в фильме «Профессионал».

## Чарты
| Чарт (1981—1982)                   | Высшая позиция |
| ---------------------------------- | -------------- |
| Австрия (Ö3 Austria Top 40)        | 4              |
| Франция (SNEP)                     | 1              |
| Новая Зеландия (Recorded Music NZ) | 11             |
| Швейцария (Schweizer Hitparade)    | 2              |
| Великобритания (OCC UK Singles)    | 2              |